# سعید داورپناه

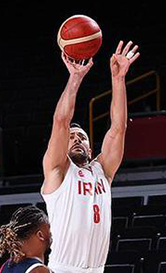
سعید داورپناه در مسابقات 2020 المپیک در مقابل فرانسه

سعید داورپناه (متولد ۱۶ شهریور ۱۳۶۶ در تهران) یک بازیکن حرفه‌ای بسکتبال اهل ایران می‌باشد که در تیم پالایش نفت آبادان در لیگ برتر بسکتبال ایران بازی می‌کند.داورپناه سابقه حضور در تیم‌های پیکان و پتروشیمی بندر امام و مهرام تهران را در کارنامه خود دارد.

## افتخارات
- بازی‌های آسیایی
  -  برنز: گوانگ‌ژو، چین، ۲۰۱۰